# Menneus affinis
Menneus affinis är en spindelart som beskrevs av Albert Tullgren 1910. Menneus affinis ingår i släktet Menneus och familjen Deinopidae. Inga underarter finns listade i Catalogue of Life.